# Mark Lebedew
Mark Lebedew (* 6. Mai 1967 in Adelaide) ist ein australischer Volleyballtrainer.

## Karriere

### Verein
Nach seiner Karriere als aktiver Volleyballspieler (u. a. auch in der Zweiten Bundesliga beim GSV Osnabrück) wurde Mark Lebedew Trainer der australischen Männer-Nationalmannschaft. Von 2003 bis 2005 trainierte er das deutsche Bundesligateam vom SV Bayer Wuppertal und anschließend Mannschaften in Belgien, Italien und Polen. 2009 kehrte Mark Lebedew in die deutsche Bundesliga zurück und wurde Trainer bei der SG Eltmann und beim VC Franken. Von 2010 bis 2015 war er Cheftrainer bei den Berlin Recycling Volleys und wurde hier 2012, 2013 und 2014 Deutscher Meister. Zur Saison 2015/16 wechselte er wieder nach Polen zum Spitzenclub Jastrzębski Węgiel. Zur Saison 2021/22 kehrte er erneut zurück in die deutsche Bundesliga und übernahm dort den Vizemeister 2021 VfB Friedrichshafen, mit dem er in seiner ersten Saison den DVV-Pokal gewann.

### Nationalmannschaft
Von 1997 bis 2002 war Lebedew Co-Trainer der australischen Männer-Nationalmannschaft. 2017 übernahm er die australische Männer-Nationalmannschaft erneut, diesmal als Cheftrainer. 2022 trainierte er die slowenische Männer-Nationalmannschaft.